# Chiesa cattolica (Mariupol')
La Chiesa cattolica, detta anche Chiesa degli italiani, era una chiesa situata nella città di Mariupol' in Ucraina sorta nel 1860 ma distrutta in epoca sovietica.

## Descrizione

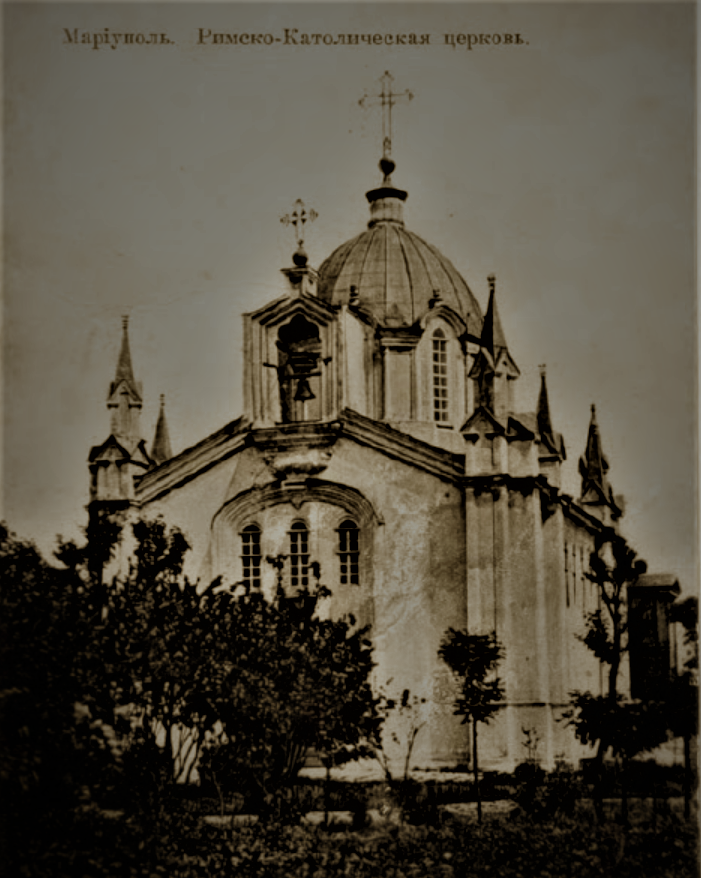

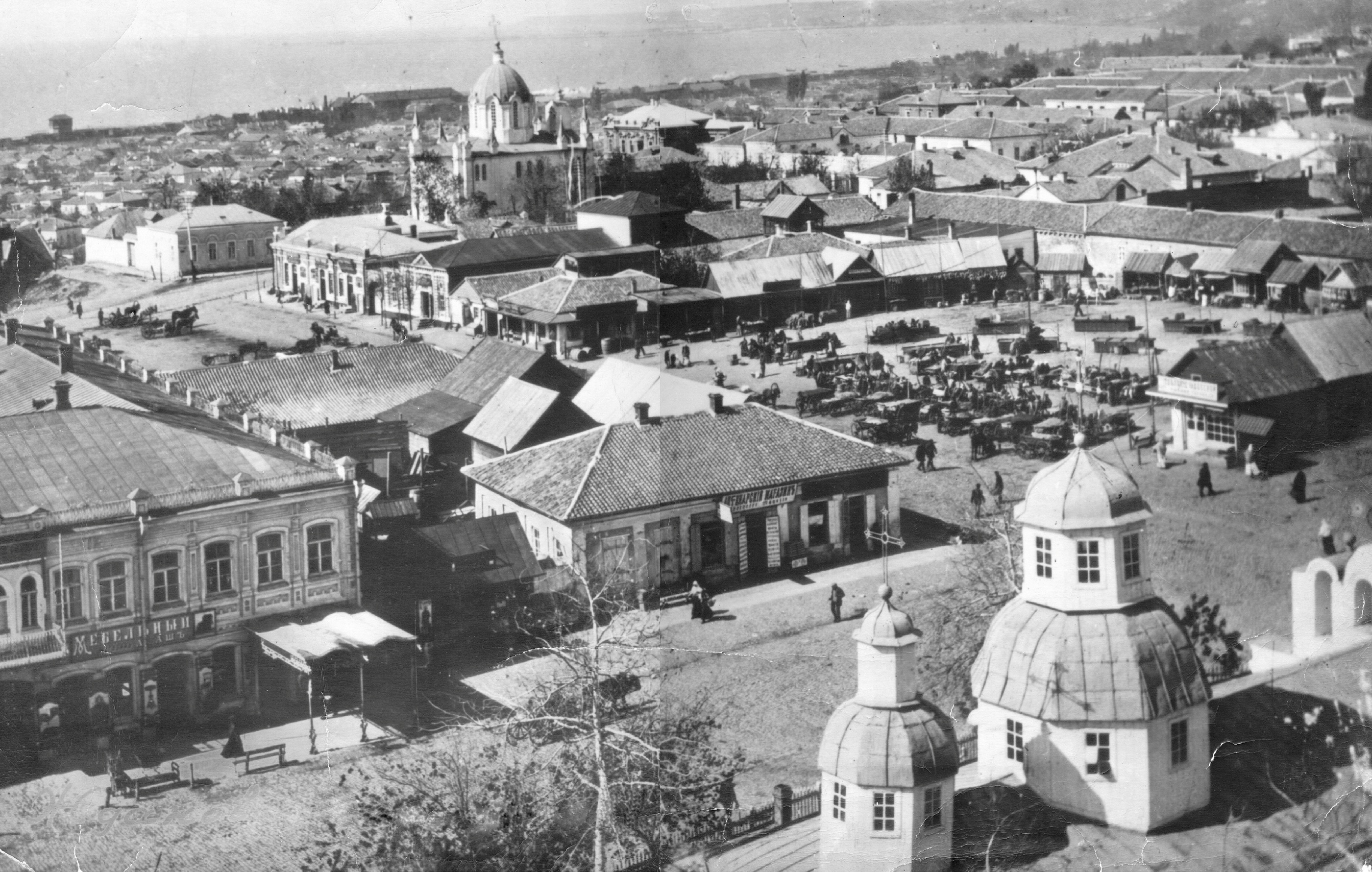

### Storia
Dal 1779, Mariupol' si chiama "Città di Maria", e aveva tante chiese dedicate a Maria. Anche la chiesa cattolica italiana era dedicada all'Assunzione di Maria.
Nel 1860 i cattolici italiani progettarono e costruirono a loro spese la Chiesa cattolica. Gli italiani a Mariupol' erano commercianti che esportavano il grano e importavano agrumi e spezie. La Chiesa cattolica fu distrutta nel 1936.

### Architettura
La chiesa è a pianta a croce latina. Era una chiesa a croce inscritta con una cupola in stile neobarocco. La facciata era in stile neogotico. La chiesa aveva tre altari: L'altare maggiore era dedicato all'Assunzione di Maria. L'altare nella parte settentrionale era dedicato a Gesù Cristo. L'altare nella parte meridionale era dedicato alla Madonna Addolorata. Sopra la porta, si poteva trovare la frase Deo Optimo Maximo. Questa frase era abbreviata in D.O.M. È una frase in latino che significa "A (o per mezzo di) Dio, il più buono, il più grande". La chiesa era larga 12 metri, lunga 24 metri e alta 22 metri, e poteva ospitare fino a 300 persone.